# Estação lusitana-romana dos Casais Velhos
A Estação lusitana-romana dos Casais Velhos, ou Villa romana de Casais Velhos, é uma villa romana rural localizada na rua de São Rafael, na Areia, no município de Cascais, distrito de Lisboa, em Portugal.
Constitui um sítio arqueológico com vestígios de um antigo povoado romano onde se destaca um complexo produtivo de preparação de púrpura tíria, conjuntamente com banhos, necrópoles e restos de paredes e objetos de cerâmica.
Encontra-se classificada como Imóvel de Interesse Público através do Decreto nº 29 de 25 de Setembro de 1984.

## História
O lugar dos Casais Velhos foi sondado pela primeira vez em 1945, quando Afonso do Paço e Fausto de Figueiredo procedem a escavações na área.
Apesar disso, era conhecida há já muito a existência de vestígios arqueológicos na zona, tendo por isso ganho o seu nome.
Posteriormente, em 1968, 1970 e 1971, foram levadas a cabo campanhas de limpeza e consolidação do local através da iniciativa de D. António de Castelo Branco e Octávio da Veiga Ferreira.

## Caracterização
As ruínas compõem-se de um conjunto de estruturas tardo-antigas, dos séculos III/IV, implantadas num outeiro envolto por pinhais e sobranceiro às dunas do Guincho. O seu perímetro encontra-se bem delimitado por uma muralha que não foi ainda escavada em toda a sua extensão, e teria também sido dotada de um torreão. Juntamente com uma domus com vestíbulo, na pars urbana foi identificada uma porção dum aqueduto que transportava água de uma nascente próxima para um tanque de grandes dimensões situado a meio das ruínas (possivelmente o natatio), que alimentava também um complexo termal situado uns metros mais abaixo. Este compunha-se do frigidário, do tepidário e de um prefúrnio, com banheiras semicirculares.
A norte encontra-se a pars rustica com vários compartimentos, com dois silos tapados com lajes circulares e escavados em rocha. Estes dois compartimentos descobertos possuíam tinas revestidas a opus signinum com encaixe para tampas herméticas, o que juntamente com a descoberta de conchas de múrex sugere que os habitantes do povoado se dedicassem à tinturaria da púrpura, para tecidos ou curtumes. Foram também encontradas três áreas de necrópoles a sudeste e a sudoeste da villa, com sepulturas do tipo "caixa" delimitadas por esteios afeiçoados em calcário, e com os corpos depositados em decubito dorsal, voltados para nascente. Nelas acharam-se objetos como brincos de bronze e uma bilha decorada no seu bojo, bem como moedas dentre os anos 205 e 450 (do tempo dos imperadores romanos Constâncio II, Constante, Teodósio, Constantino e Arcádio). Outros achados de relevância incluem uma moeda ainda envolta em tecido de linho (de grande raridade), uma agulha de bronze e uma lucerna (datável, pela forma, dos séculos III ou IV). 
Foram ainda identificadas outras estruturas, uma das quais associada a um lagar, com o respetivo tanque de decantação e o peso de lagar em pedra local.